# Ambohitrarivo
Ambohitrarivo est une commune rurale malgache située dans la partie centre-nord de la région d'Alaotra-Mangoro.